# Archipelag w ogniu
Archipelag w ogniu (inna wersja tytułu polskiego tłumaczenia: Archipelag w płomieniach) (fr. L'Archipel en feu) – jednotomowa powieść Juliusza Verne’a z cyklu Niezwykłe podróże wydana po raz pierwszy w 1884 roku. Akcja dzieje się podczas wojny o niepodległość Grecji w XIX wieku. 
Pierwszy polski przekład pojawił się w 1925 roku

.

## Fabuła
Porucznik Henry d’Albaret z francuskiej marynarki wojennej dołączył do Greków w wojnie o niepodległość Grecji. Spotyka uroczą Greczynkę Hadjine Elizundo i planują ślub. Zanim jednak dojdzie do niego muszą pokonać wiele trudności.